# 異端の純愛
『異端の純愛』（いたんのじゅんあい）は、井口昇が企画プロデュース、脚本・監督した日本の恋愛映画。2023年5月27日に公開された。

## 概要
井口昇が監督・脚本・企画プロデュースを手がけ、屈折した愛、マイノリティーな愛に葛藤する人々を描いたオムニバス映画。
井口はこれまでの手掛けた作品群の傾向から他者のプロデュース、提案だったにもかかわらず「フェチ作品の監督」とレッテル張りされ、その結果断られた企画があったことや、女性をきれいに撮ることにこだわったのにもかかわらず「女優を汚す監督」と書かれたことに対し、改めて自分自身の撮りたいものを撮る必要性を感じ自主製作映画を企画。映画批評家の宇田川幸洋は「異端と純愛、両者が井口のシンにあることを省察、自覚して作品化した映画」と評している。
井口は「作るときに心がけたのは、自分の嗜好以外のものは作品に取り入れず、素直な気持ちで正直に撮るという姿勢」、「愛についての映画だけど、セックスは一切登場させなかった。そこに自分は縁が薄いからだ。代わりにヒロインが腹痛で苦しむ場面を何度も入れた。自分が排泄に苦しんできたので、異性が同じ痛みを共有する姿を描きたかった。それが僕にとって憧れた普通の初恋だったからだ」とこだわった点を挙げている。
映画はオムニバス構成となっており、以下の3本の作品からなる。

## うずく影

### あらすじ
舞台はデザイナー系、編集プロダクションらしきオフィス。パソコンに向かうライターの由美。向かい合わせの行方にでは上司である哲也が働いている。哲也は由美に向かい仕事のダメ出しを行い、2人分のコーヒーを注ぎ一人で飲むなど奇妙ないたずらを仕掛けて満足していた。
ある日、精神的に追い詰められた由美の背後に“影”のような謎の男が現れる。椅子に座る由美はペディキュアを塗った足を差し出すと哲也は跪くが、そこには男性のものと思われる汚く割れた親指の爪を持つ足が現れ、哲也の頭を踏みつけた。

### 登場人物
由美
演 - 山本愛莉
哲也
演 - 大野大輔

## 片腕の花

### あらすじ
高校生の小出裕輔は、姉と仲良すぎるほどの間柄で2人暮らししていた。毎朝のようにカフェで一緒の時間を過ごしていた2人だが、裕輔は喫茶店で美しい女性アミと出逢い、彼女が左手の肘から先がないという秘密を知ってしまう。加えて彼女の片腕からは時に百合が咲き、時にナイフを出し、まるでなんでも吸い込んでしまいそうなくらい魅了されていく。
ある日、クラスメイト2人からいじめられていた祐輔は、姉の恋人からも敵意を向けられ、ついには姉を略奪されてしまう。気弱な裕輔を見たアミは、裕輔に「復讐するべきよ。それを果たしたら私の秘密をもっと教えてあげる。」と声を掛け、翻弄する。

### 登場人物
小出裕輔
演 - 岡田佳大
アミ
演 - 八代みなせ
姉
演 - 山本愛莉
クラスメイト
演 - 井上智春
クラスメイト
演 - まお（せのしすたぁ）
姉の恋人
演 - 中村優一

## バタイユの食卓

### あらすじ
引っ込み思案な性格なカメラ少年・二瓶烈。烈は子供の頃のトイレトレーニングのトラウマにより、食事と排泄する事に罪悪感を持っている。彼は喫茶店のウエイトレス・珠子から食事に誘われるがトラウマからパニックを起こす。しかし、珠子には烈を誘った理由と、誰にも言えない秘密があった。珠子は腹痛を起こす性分であり、その原因は腹の中にグロテスクなモンスターを飼っていて、腹の音はその鳴き声だと思い込んでいたのだった。烈はその説を否定し、その証拠として珠子の排泄写真を撮影し、モンスターがいないことを示すことを提案。珠子もそれを受け入れ、誰にも言えない2人だけの純愛は加速する。
監督・井口の幼少期の体験を最も投影した作品で、二瓶烈は女性である九羽紅緒が演じる。

### 登場人物
二瓶烈
演 - 九羽紅緒、幼少時：井口昇
珠子
演 - 中村有沙

## スタッフ
- 監督：井口昇
- 脚本：井口昇
- 企画プロデューサー：井口昇
- プロデューサー：福田裕彦
- 協力プロデューサー：上野遼平
- ラインプロデューサー：福井真奈
- 撮影：松原晃平
- 録音：高島良太
- 音響効果：高島良太
- 衣装：橋爪里佳
- ヘアメイク：リョータ
- オンライン編集：橋本悠平
- 音楽：福田裕彦
- アクション：カラサワイサオ
- 特殊メイク造形ディレクター：石野大雅
- カラリスト：橋本悠平
- 助監督：冨田卓
- 制作担当：伊東祐之
- 製作：ワンダーヘッド
- 配給：大頭、ワンダーヘッド